# 露木順一
露木 順一（つゆき じゅんいち、1955年11月6日 ‐ ）は、日本の政治家。元神奈川県足柄上郡開成町長（4期）。
父は元開成町長の露木甚造。

## 来歴
神奈川県足柄上郡開成町生まれ。開成町立開成小学校、開成町立文命中学校、神奈川県立小田原高等学校卒業。1979年3月、東京大学教育学部卒業。同年4月、日本放送協会（NHK）に報道記者として入局した。NHK記者時代はグリコ・森永事件や山口組分裂抗争の取材にあたる。1990年の金丸信（自由民主党）、田邊誠（日本社会党）らの北朝鮮訪問団にも随行した。1993年8月にNHKを退職。同月、かねてから交友のあった自民党の梶山静六衆議院議員事務所の政策顧問に就任。
1996年、第41回衆議院議員総選挙に神奈川県第17区から無所属で出馬したが、自民党前職の河野洋平に敗れ、次点で落選。
1998年2月に出身地である開成町の町長選挙に立候補し、初当選。なお、開成町長には4度当選しているが、初当選時以外は全て無投票での再選であった。
2007年4月に内閣府の地方分権改革推進委員会の委員に任命される。2009年10月から、総務大臣・原口一博の任命により総務省顧問に就任した。2010年9月、原口の後任に片山善博が就任したことにより、総務省顧問を離任。
2011年3月17日、統一地方選挙に際して行われる神奈川県知事選挙に出馬する意向を表明し、24日に開成町長を辞職、みんなの党の推薦、神奈川ネットワーク運動・ネットワーク横浜、さらには県内の各町村長からの推薦を受けて神奈川県知事選挙に出馬したが、自民・民主・公明3党が推す元キャスターの黒岩祐治に敗れ、落選。出身地の開成町では約9割の得票を獲得し、小田原市や秦野市を含む県西部全域でも勝利したが、横浜市や川崎市など、人口の多い県東部では伸び悩んだ。
2012年12月の第46回衆議院議員総選挙には日本未来の党公認（新党大地推薦）で神奈川17区から出馬したが、立候補者5人中4位の得票数に留まり、比例復活も出来ず落選した。日本未来の党は2013年、分党により生活の党、日本未来の党（所属議員1名のため、政党ではなく政治団体）に分かれたが、露木は同年2月に開催された日本未来の党の政策フォーラムにおいて「日本未来の党・元神奈川県開成町長」の肩書で司会を務めており、生活の党の結党には参加せず、代表・阿部知子の下で日本未来の党に残留。
2013年5月、阿部が政治団体である日本未来の党を残したまま、みどりの風に入党し、露木も同党に入党。6月5日、同年7月の第23回参議院議員通常選挙にみどりの風公認で出馬する意向を表明。神奈川県選挙区（定数4）からみどりの風公認で出馬し、「脱原発」を進める「あじさい革命」をスローガンにしたが、得票数7位で落選。得票率は3.0%で、供託金は没収された。露木はこの結果を「準備不足による大惨敗」と総括し、その後の各種選挙には出馬していない。
ただし、その後もブログなどで自らの政見を語ると共に、みどりの風で行動を共にしていた亀井静香衆議院議員との連携、日中友好協会を通じた中華人民共和国との友好活動、2013年11月に発足した一般社団法人「酒匂川流域自然エネルギー研究開発協議会」理事長としての県西部（酒匂川流域）地域振興活動などに関わっている。2014年度からは神奈川大学の非常勤講師として政治過程論や地域政策論の講義も担当している。

## 人物
- 家族は妻、1男。現在は孫も生まれている。